# Monticello Dam

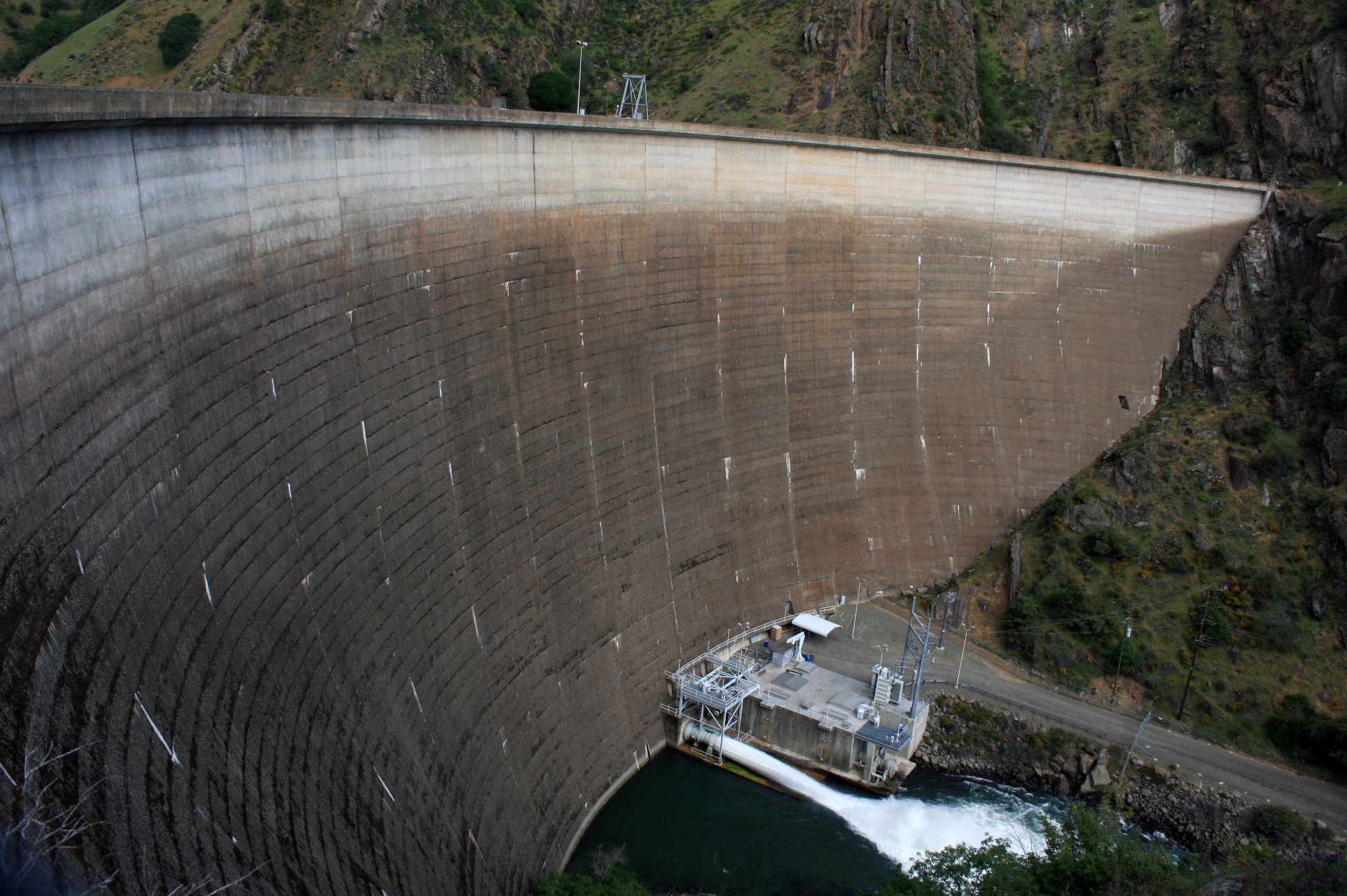
Monticello Dam

Monticello Dam je přehrada nacházející se v Napa County ve státě Kalifornie v USA. Postavena byla v letech 1953 až 1957. Je to střední betonová klenbová hráz s konstrukční výškou 93 metrů a délkou koruny hráze 312 metrů. Na stavbu bylo použito 249 000 m³ betonu. Nachází na řece Putah Creek a pokrývá plochu bývalého města Monticello. Kapacita přehradní nádrže je 1,976×109 m³. Voda z nádrže zásobuje hlavně zemědělské oblasti v okolí. Přehrada je známá pro její známý, nekontrolovaný přepad ve tvaru trychtýře. Průměr okraje přepadu činí 22 metrů. Pro místní je tento přepad známý jako 'The Glory Hole'.
Vodní elektrárna byla v přehradě postavena v roce 1983 a je tvořena třemi generátory. Elektrickou energií zásobuje většinu oblasti North Bay města San Francisco.

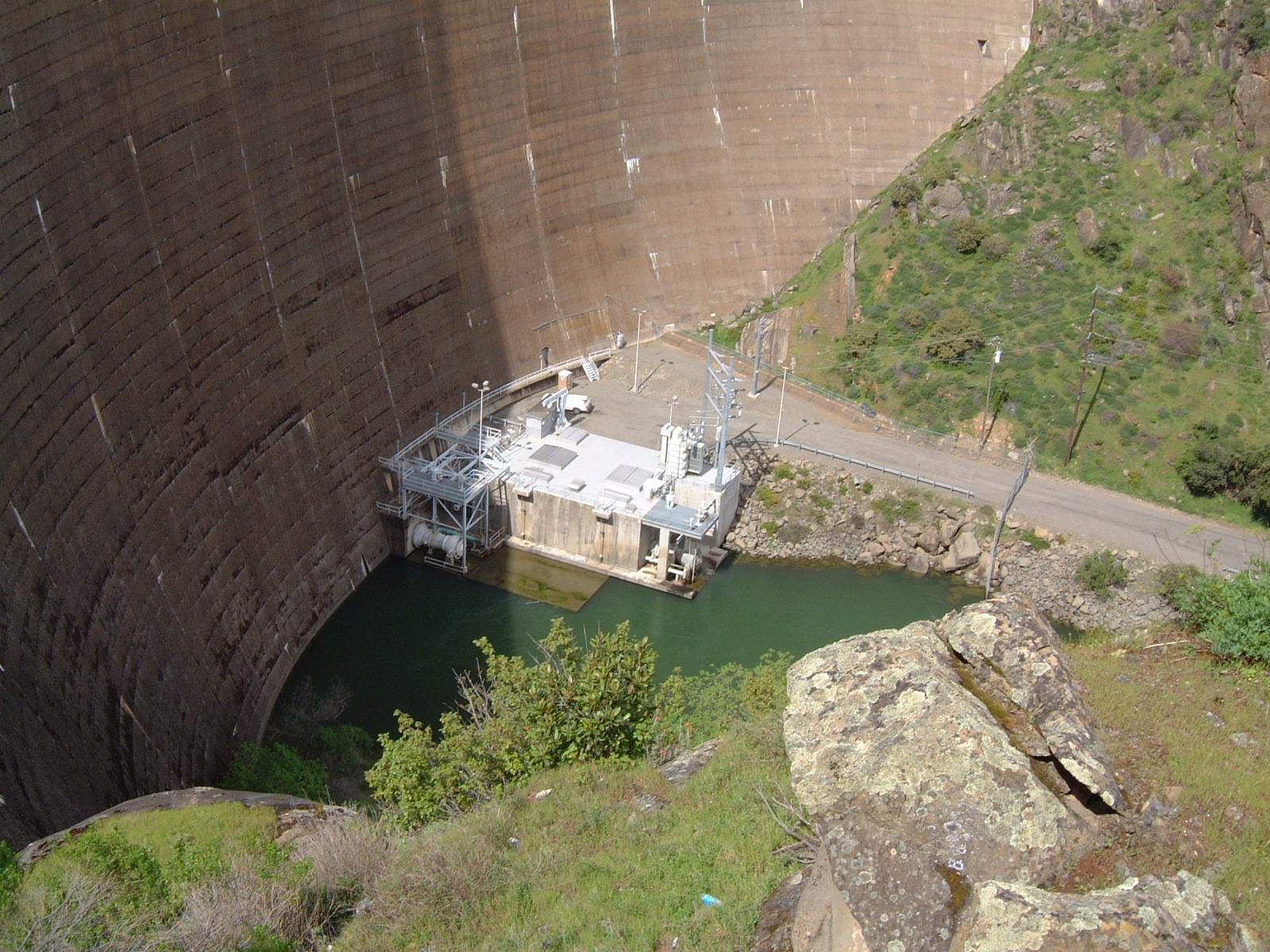
Pohled na dolní část přehradní zdi
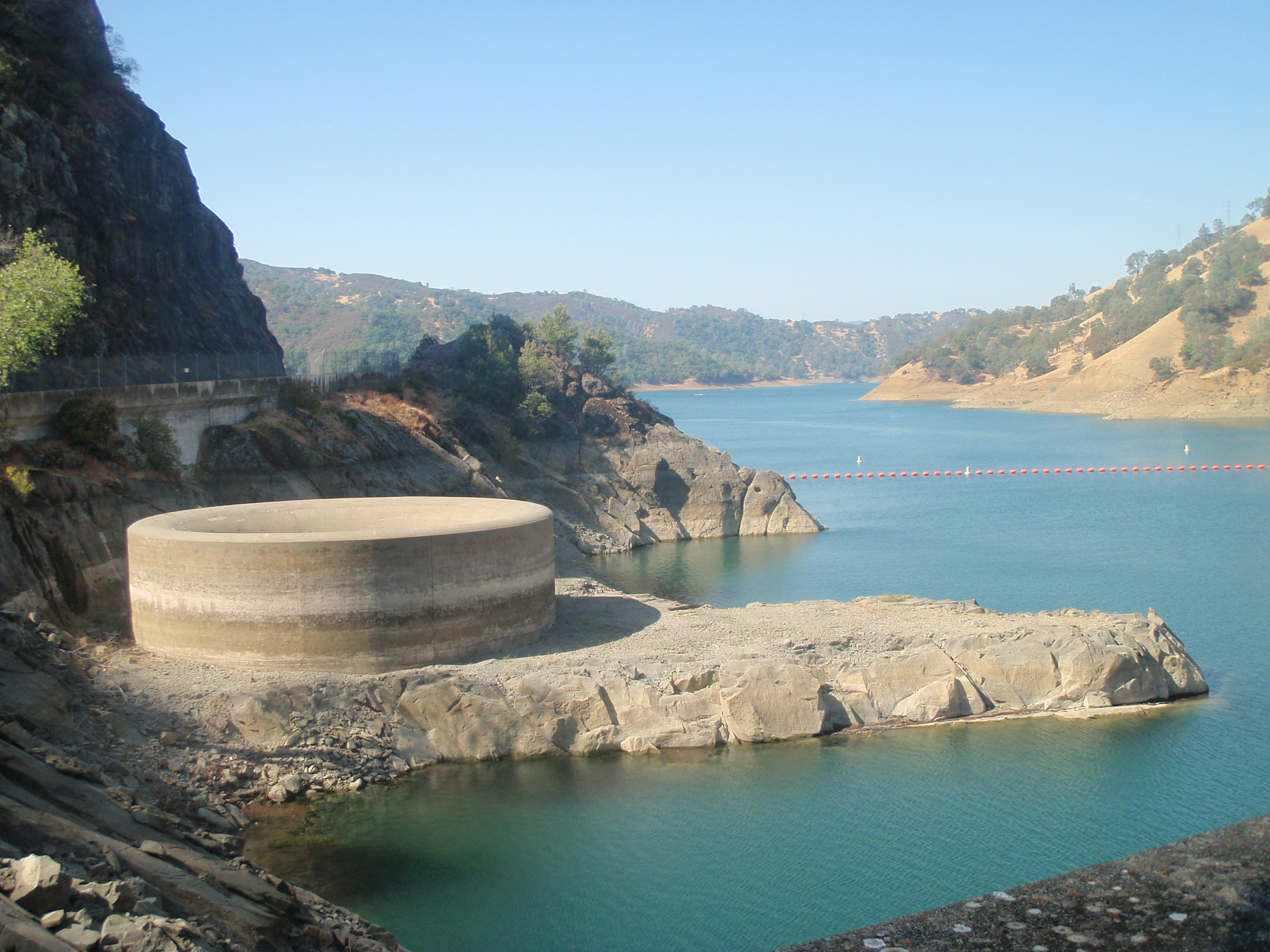
Pohled na přepad nádrže (10. října 2009)